# Münsterland Giro 2013
Il Münsterland Giro 2013, ottava edizione della corsa, valido come evento dell'UCI Europe Tour 2013 categoria 1.1, si svolse il 3 ottobre 2013 su un percorso di 205 km. Fu vinto dall'olandese Jos van Emden, che giunse al traguardo in 4h 21' 37" alla media di 47,01 km/h.
Al traguardo 85 ciclisti portarono a termine la gara.

## Squadre e corridori partecipanti
| N.      | Cod. | Squadra                     |
| ------- | ---- | --------------------------- |
| 1-8     | ARG  | Team Argos-Shimano          |
| 11-18   | OPQ  | Omega Pharma-Quickstep      |
| 21-28   | LTB  | Lotto-Belisol Team          |
| 31-38   | BEL  | Belkin Pro Cycling Team     |
| 41-48   | VCD  | Vacansoleil-DCM             |
| 51-58   | TNE  | Team NetApp-Endura          |
| 61-68   | CRE  | Crelan-Euphony              |
| 71-78   | TSV  | Topsport Vlaanderen-Baloise |
| 81-88   | CCD  | Team Differdange-Losch      |
| 91-98   | GER  | Germania                    |
| 101-108 | RB3  | Rabobank Development Team   |

| N.      | Cod. | Squadra                  |
| ------- | ---- | ------------------------ |
| 111-118 | LET  | Leopard-Trek Continental |
| 121-128 | CJP  | Cyclingteam Jo Piels     |
| 131-138 | TRS  | Team Quantec-Indeland    |
| 141-148 | NSP  | NSP-Ghost                |
| 151-158 | TIR  | Tirol Cycling Team       |
| 161-168 | THF  | Team Heizomat            |
| 171-178 | TBJ  | Team Bergstrasse Jenatec |
| 181-188 | LKT  | LKT Team Brandenburg     |
| 191-198 | STG  | Team Stölting            |
| 201-208 | RNR  | Rad-Net Rose Team        |
| 211-218 | TSP  | Nutrixxion-Abus          |

## Ordine d'arrivo (Top 10)
| Pos. | Corridore           | Squadra       | Tempo    |
| ---- | ------------------- | ------------- | -------- |
| 1    | Jos van Emden       | Belkin        | 4h21'37" |
| 2    | Tom Veelers         | Argos-Shimano | a 6"     |
| 3    | Iljo Keisse         | Omega Pharma  | a 11"    |
| 4    | Michael Van Staeyen | Topsport Vl.  | a 12"    |
| 5    | Dylan van Baarle    | Rabobank Dev. | s.t.     |
| 6    | Albert Timmer       | Argos-Shimano | a 2'10"  |
| 7    | Rick Zabel          | Rabobank Dev. | a 2'22"  |
| 8    | Moreno Hofland      | Belkin        | s.t.     |
| 9    | Jan Dieteren        | Team Stölting | s.t.     |
| 10   | Theo Reinhardt      | Rad-Net Rose  | s.t.     |